# Genezjusz
Genezjusz – zlatynizowane imię męskie pochodzenia greckiego, wywodzące się od słowa oznaczającego genésios – „urodzinowy, odnoszący się do narodzin”. Patronem tego imienia jest m.in. św. Genezjusz z Arles i św. Genezjusz, aktor.
Genezjusz imieniny obchodzi 25 sierpnia.

## Odpowiedniki w innych językach
- łacina – Genesius
- język angielski – Gennys
- język francuski – Genes, Genest, Geneys, Genez, Genies, Genis, Ginis, Giniez, Jenois
- język hiszpański – Gines
- język niemiecki – Genesius
- język włoski – Genesio

Znene osoby noszące imię Genezjusz:
- Genezjusz z Brescello – biskup, włoski święty katolicki

Od tego imienia pochodzi m.in. nazwa następujących miejscowości francuskich:
- Bouchy-Saint-Genest
- Cressac-Saint-Genis
- Fix-Saint-Geneys
- Oradour-Saint-Genest
- Saint-Genès-Champanelle
- Saint-Genès-Champespe
- Saint-Genès-de-Blaye
- Saint-Genès-de-Castillon
- Saint-Genès-de-Fronsac
- Saint-Genès-de-Lombaud
- Saint-Genès-du-Retz
- Saint-Genès-la-Tourette
- Saint-Genest (Allier)
- Saint-Genest (Wogezy)
- Saint-Genest-d’Ambière
- Saint-Genest-de-Beauzon
- Saint-Genest-de-Contest
- Saint-Genest-Lachamp
- Saint-Genest-Lerpt
- Saint-Genest-Malifaux
- Saint-Genest-sur-Roselle
- Saint-Geneys-près-Saint-Paulien
- Saint-Geniès
- Saint-Geniès-Bellevue
- Saint-Geniès-de-Comolas
- Saint-Geniès-des-Mourgues
- Saint-Geniès-de-Varensal
- Saint-Geniez
- Saint-Geniez-d’Olt
- Saint-Geniez-ô-Merle
- Saint-Genis
- Saint-Genis-Laval
- Saint-Genis-de-Saintonge
- Saint-Genis-d’Hiersac
- Saint-Genis-du-Bois
- Saint-Genis-l’Argentière
- Saint-Genis-Pouilly
- Saint-Genis-les-Ollières
- Saint-Genis-sur-Menthon
- Saint-Genix-sur-Guiers
- Saint-Gineis-en-Coiron
- Saint-Remy-en-Bouzemont-Saint-Genest-et-Isson
- Villers-Saint-Genest

włoskich:
- San Genesio Atesino
- San Genesio ed Uniti
- San Ginesio